# Tipularia harae
Tipularia harae là một loài thực vật có hoa trong họ Lan. Loài này được (Maek.) S.C.Chen miêu tả khoa học đầu tiên năm 1987.